# アン・クリーヴス

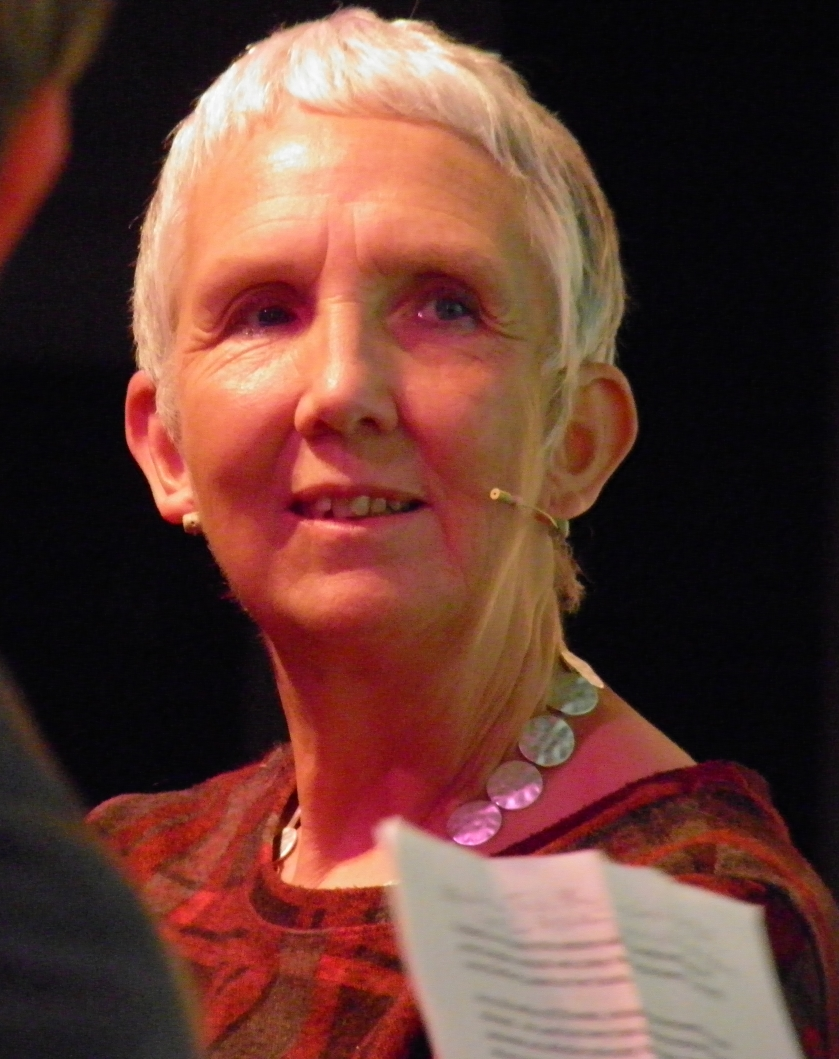
Ann Cleeves (2017)

アン・クリーヴス（Ann Cleeves、1954年 - ）は、イギリスの小説家。イングランド西部ヘレフォードシャー、ヘレフォード生まれ。
1986年、『A BIRD IN THE HAND』でデビュー。2002年、「運転代行人」が英国推理作家協会主催のCWA賞で最優秀短編賞の候補となる。2006年、『大鴉の啼く冬』で同賞ゴールド・ダガー賞（最優秀長編賞）を受賞。

## 作品リスト

### ジョージ&モリー シリーズ
- A Bird in the Hand (1986)
- Come Death and High Water (1987)
- Murder in Paradise (1988)
- A Prey to Murder (1989)
- Another Man's Poison (1992)
- Sea Fever (1993)
- The Mill on the Shore (1994)
- High Island Blues (1996)

### ラムゼイ捜査官シリーズ
- A Lesson in Dying (1990)
- Murder in My Backyard (1991)
- A Day in the Death of Dorothea Cassidy (1992)
- Killjoy (1993)
- The Healers (1995)
- The Baby Snatcher (1997)

### ヴェラ・スタンホープ シリーズ
- The Crow Trap (1999)
- Telling Tales (2005)
- Hidden Depths (2007)
- Silent Voices (2011)
- The Glass Room (2012)
- Harbour Street (2014)
- The Moth Catcher (2015)
- The Seagull (2017)
- The Darkest Evening (2020)

### ジミー・ペレス警部シリーズ
邦訳は創元推理文庫より玉木亨の訳で刊行。シェトランド諸島を舞台にしたシリーズ。『大鴉の啼く冬』から『青雷の光る秋』までの4作はシェトランド四重奏 (The Four Seasons Quartet) 、『水の葬送』から『炎の爪痕』までの長編4作はThe Four Elements Quartetと称されている。
- Raven Black (2006)
  - 大鴉の啼く冬（2007年7月、ISBN 978-4-488-24505-4）
- White Nights (2008)
  - 白夜に惑う夏（2009年7月、ISBN 978-4-488-24506-1）
- Red Bones (2009)
  - 野兎を悼む春（2011年7月、ISBN 978-4-488-24507-8）
- Blue Lightning (2010)
  - 青雷の光る秋（2013年3月、ISBN 978-4-488-24508-5）
- Dead Water (2013)
  - 水の葬送（2015年7月、ISBN 978-4-488-24509-2）
- Thin Air (2014)
  - 空の幻像（2018年5月、ISBN 978-4-488-24510-8）
- Too Good To Be True (2016) - ノヴェラ（中編小説）
- Cold Earth (2016)
  - 地の告発（2020年11月、ISBN 978-4-488-24511-5）
- Wild Fire (2018)
  - 炎の爪痕（2022年12月、ISBN 978-4-488-24512-2）

### その他の小説
- The Sleeping and the Dead (2001)
- Burial of Ghosts (2003)
- The Long Call (2019)
  - 哀惜（高山真由美 訳、ハヤカワ・ミステリ文庫、2023年3月、ISBN 978-4-151-85301-2）

### エッセイ
- Shetland (2015)